# 1889年世界博覽會

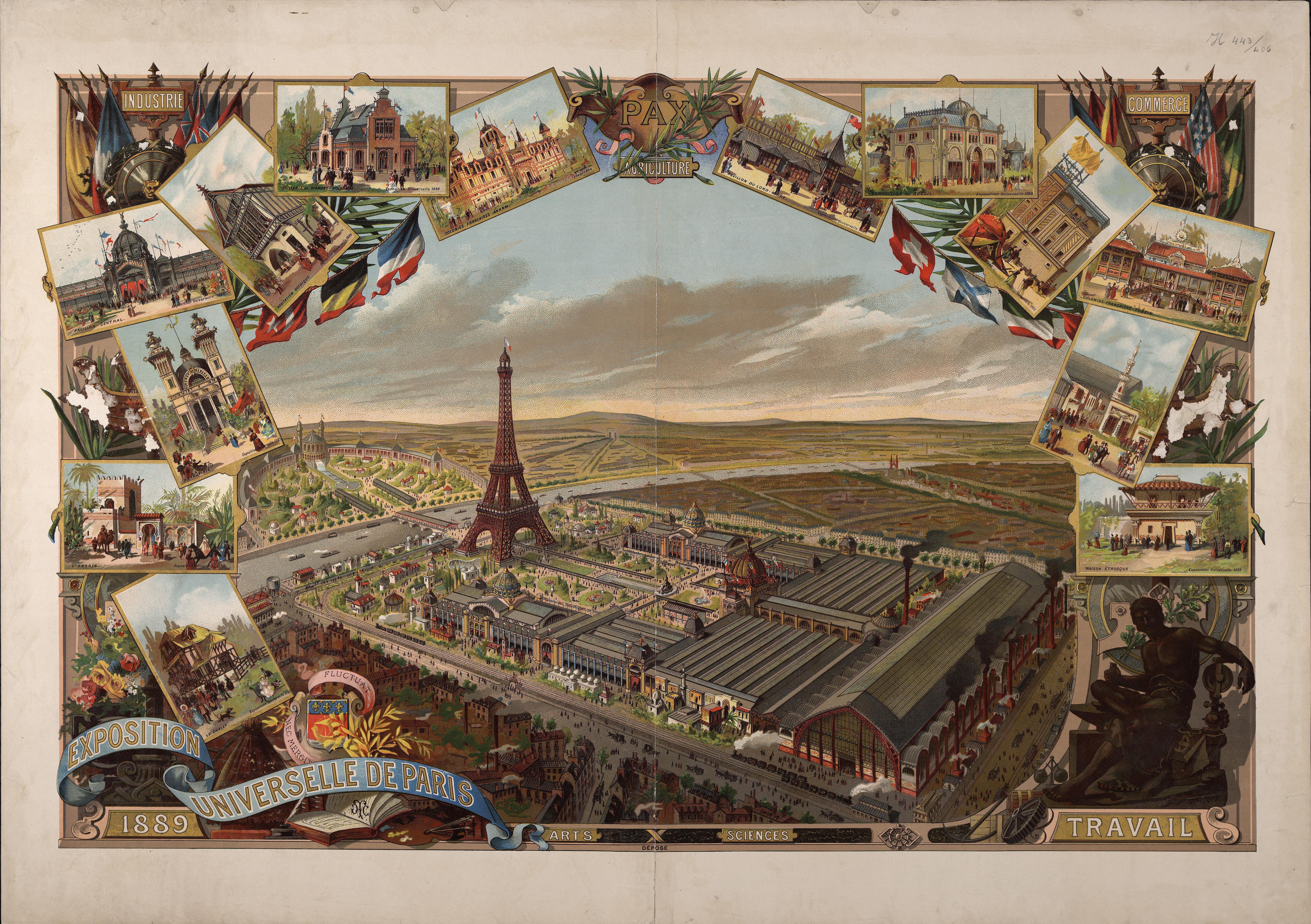
1889年巴黎世界博覽會

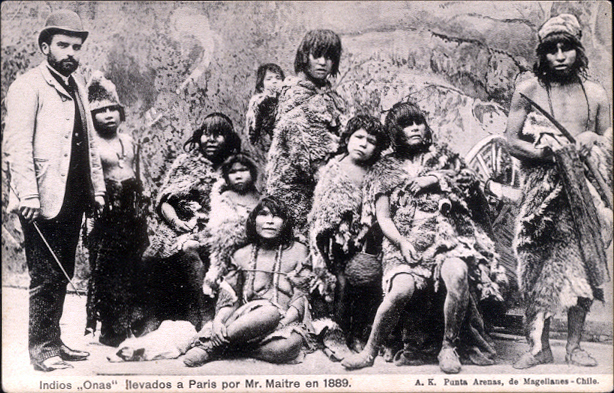
火地岛（阿根廷巴塔哥尼亚）原住民，由比利时捕鲸企业家 Maurice Maître 带到巴黎参加展览。

1889年世界博覽會在法國首都巴黎舉行，自5月6日至10月31日，為期共150天，目的是紀念法國大革命起點——巴士底監獄暴動——百週年，在這場世界博覽會，艾菲爾鐵塔成為最耀眼的代表，於1889年建立完成，並且以它作為展覽會場的入口。
這場博覽會有三十五個國家參展，佔地0.96平方公里（九十六公頃），包括戰神廣場、the Trocadéro、奧塞碼頭、一部份的塞納河和荣军院。總計花費：41,500,000法郎，回收金額49,500,000法郎，人次：32,250,297人。